# Hadassahmassakern

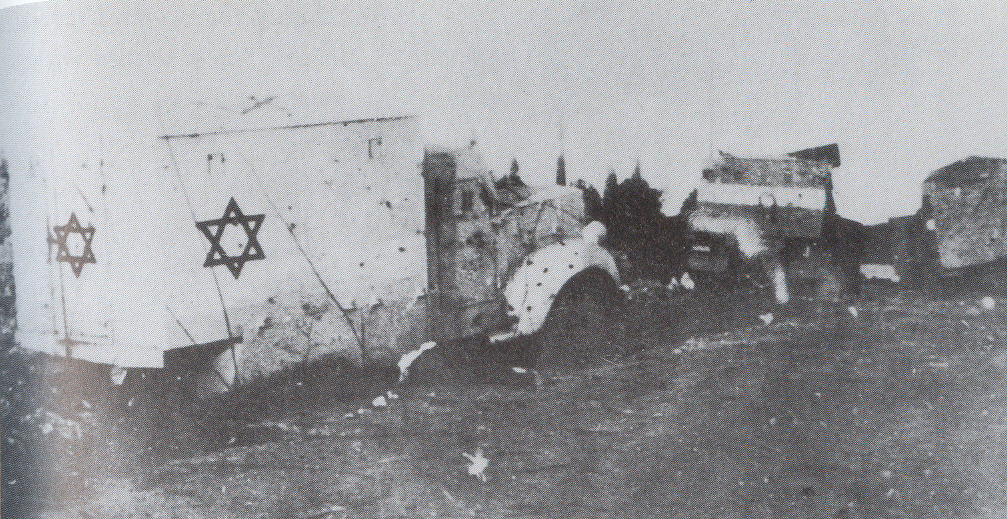
Konvojen efter angreppet

Hadassamassakern var en massaker som begicks av arabiska styrkor mot en judisk bilkonvoj strax innan utbrottet av det arabisk-israeliska kriget 1948.
Den 13 april 1948 gick arabisk milis till angrepp mot en konvoj med judiska sjuksköterskor och läkare på väg mot Hadassahsjukhuset. 77 människor ska ha dödats. Konvojen eskorterades av den judiska paramilitära gruppen Haganah och hade också skadade ombord. Två Irgun-medlemmar, som hade skadats under Deir Yassin-massakern, ska också ha befunnit sig ombord. Striden pågick i sju timmar innan brittiska soldater lyckades besätta området så att de överlevande kunde avtransporteras .
Det har antagits att angreppet var en hämnd för Deir Yassin-massakern, som inträffat bara några dagar tidigare.